# Romeo i Julia (film 1936)
Romeo i Julia (ang. Romeo and Juliet) – amerykański film z 1936 roku w reżyserii George’a Cukora.

## Obsada
- Norma Shearer jako Julia
- Leslie Howard jako Romeo
- John Barrymore jako Merkucjo
- Edna May Oliver jako Marta
- Basil Rathbone jako Tybalt
- C. Aubrey Smith jako pan Kapuleti
- Andy Devine jako Piotr, sługa Marty
- Conway Tearle jako Escalus –  książę panujący w Weronie
- Ralph Forbes jako Parys
- Henry Kolker jako brat Wawrzyniec
- Robert Warwick jako pan Monteki
- Virginia Hammond jako pani Monteki
- Reginald Denny jako Benvolio
- Violet Kemble-Cooper jako pani Kapuleti

## Nagrody i nominacje
| Nazwa nagrody | Wygrane            | Nominacje |
| ------------- | ------------------ | --- |
| Oscar         | 1937 bez rezultatu | 1937 Najlepszy film wytwórnia Metro-Goldwyn-Mayer Najlepsza aktorka pierwszoplanowa Norma Shearer Najlepszy aktor drugoplanowy Basil Rathbone Najlepsza scenografia Cedric Gibbons, Edwin B. Willis, Fredric Hope |